# Таррагона – Мартурель (етиленопровід)
Таррагона – Мартурель (етиленопровід) — призначений для транспортування етилену продуктопровід на північному сході Іспанії в регіоні Каталонія.
В 1972 році у Мартурелі відкрили завод з виробництва мономеру вінілхлориду, який продукували з хлору та етилену через дихлоретан. Хлор виробляли на тому ж майданчику, тоді як доставку етилену вирішили організувати з Таррагони, де в 1977-му запустили установку парового крекінгу компанії Repsol (невдовзі її доповнили другою, якою з 1982-го володіє  Dow Chemical).
Етиленопровід має довжиною 85 км та виконаний в діаметрі 153 мм.
Станом на початок 2000-х років потужність мартурельського майданчику досягла 270 тисяч тонн вінілхлориду, що потребувало біля 120 тисяч тонн етилену.
З 2018-го виробництво хлору у Мартурелі закрили з екологічних міркувань — через використання застарілого ртутного методу, натомість організували імпорт вже готового дихлоретану морським шляхом. Втім, остаточно потреба в етилені у Мартурелі не зникла, оскільки тут продовжуть випускати, хоч і в менших обсягах, дихлоретан шляхом реакції етилену з хлороводнем, який є побічним продуктом перетворення дихлоретану на мономер вінілхлориду. 